# 중국 유인우주국
중국 유인우주국(중국어 간체자: 中国载人航天工程办公室, 영어: China Manned Space Agency, CMSA) 또는 중국 유인항천공정판공실은 중국 유인우주계획의 관리를 담당하는 중국의 정부 기관으로, 중앙군사위원회 장비개발부 산하에 속한다.

## 역사
2014년부터 조직의 기본 이름(中国载人航天工程办公室)은 중국 유인 우주 공학 사무소(China Manned Space Engineering Office)로 번역되었으나, 2015년 이래로 중국 유인우주국으로 번역되어 사용되고 있다.

## 역할
유인우주국은 중국 정부를 대표하여 중국 선저우 계획 등에 대한 관리 책임을 전담한다.
이외에 개발 전략, 계획, 전반 기술, 연구 및 생산, 인프라 구축, 비행 임무 조직 및 구현, 활용 및 홍보, 국제 협력 및 보도 자료 등도 수행한다.